# Ommatius tandapiensis
Ommatius tandapiensis là một loài ruồi trong họ Asilidae. Ommatius tandapiensis được Scarbrough miêu tả năm 2002. Loài này phân bố ở vùng Tân nhiệt đới.